# Martin Heidemanns
Martin Heidemanns (* 8. Februar 1963 in Witten an der Ruhr) ist ein deutscher Journalist. Als stellvertretender Chefredakteur der BILD-Zeitung und Ressortleiter „Reporter/Investigative Recherche“ brachte er im Dezember 2011 zusammen mit BILD-Redakteur Nikolaus Harbusch die Kredit-Affäre um den damaligen Bundespräsidenten Christian Wulff ins Rollen. Für die Enthüllung wurden die Autoren mit dem „Henri Nannen Preis“ in der Kategorie „Beste investigative Recherche“ ausgezeichnet.

## Leben
Heidemanns wurde als eines von sechs Kindern in Witten geboren und wuchs in Wetter an der Ruhr auf. Sein Bruder ist der Journalist und Fernsehproduzent Markus Heidemanns (* 1964). 1978 begann Heidemanns mit 15 Jahren als freier Mitarbeiter bei der südwestfälischen Tageszeitung Westfalenpost, absolvierte ab 1985 ein Volontariat an und arbeitete anschließend für die Zentralredaktion der Westfalenpost in Hagen. 1987 wechselte er – angeworben vom damaligen Chefredakteur Michael Spreng – zum Express nach Köln, wo er zunächst als Nachrichtenredakteur tätig war. 1989 folgte er Spreng zur Bild am Sonntag; zunächst als Chefreporter und Unterhaltungschef, später dann zusätzlich als stellvertretender Chefredakteur. Mit dem Antritt Kai Diekmanns als Chefredakteur der BILD im Januar 2001 wurde der damals 37-jährige Heidemanns im Zuge der redaktionellen Verflechtung von BILD und Bild am Sonntag auch zum stellvertretenden Chefredakteur beider Blätter befördert. 2006 baute Heidemanns bei Bild das neue Ressort „Reporter/Investigative Recherche“ auf, das er als Mitglied der Chefredaktion leitete. Heidemanns verließ Axel Springer nach 31 Jahren. Seit 2022 ist er als Autor bei Hubert Burda Media beschäftigt. Zudem ist er als freier Produzent für TV-Dokumentationen und diverse Podcasts tätig.

## Kritik
Die Zeitschrift Die Woche bezeichnete Heidemanns 2001 als „wichtige[n] Strippenzieher bei den Springer-Boulevarddampfern“, als „harte[n] Hund“, der „gefürchtet“ sei, selbst aber „stets im Hintergrund bleib[e]“. Er bediene sich rüder Recherchemethoden und führe Interviews mit Prominenten wie Verhöre – so lange, bis sie sprechen.
Über die Recherche und Berichterstattung von Martin Heidemanns und Nikolaus Harbusch in der Wulff-Affäre, für die beide Journalisten im Mai 2012 mit dem „Henri Nannen Preis“ in der Kategorie „Beste investigative Recherche“ ausgezeichnet wurden, urteilte die Preisjury:

„Sie hatten fast ein Jahr lang recherchiert und waren als Erste darauf gestoßen, dass der höchste Repräsentant unseres Staates in seiner vorherigen Rolle als niedersächsischer Ministerpräsident einen dubiosen Privatkredit angenommen und dem Parlament nicht die volle Wahrheit gesagt hatte. Der weitere Gang der Dinge ist bekannt, die Enthüllung der beiden BILD-Reporter entwickelte sich zum größten Skandal des vergangenen Jahres und führte zum Rücktritt des Bundespräsidenten. Ein Fall von größtmöglicher Fallhöhe.“

Infolge der Nominierung Heidemanns’ und Harbuschs lehnten Redakteure der Süddeutschen Zeitung 2012 den Nannen Preis ab. Hans Leyendecker, der stellvertretend für seine Kollegen Klaus Ott und Nicolas Richter den Preis ablehnte, sprach von einem „Kulturbruch“; man wolle „nicht gemeinsam mit der ‚Bild‘ ausgezeichnet werden“.

## Auszeichnungen
- 2012: Henri Nannen Preis in der Kategorie „Beste investigative Recherche“
- 2012: Journalisten des Jahres, Kategorie „Reporter“, Platz 2.

## Schriften (Auswahl)
- zusammen mit Nikolaus Harbusch: Affäre Wulff. Bundespräsident für 598 Tage – Die Geschichte eines Scheiterns. Schwarzkopf & Schwarzkopf, Berlin 2012, ISBN 978-3-86265-155-9.
- Verfilmt als Doku-Drama „Der Rücktritt“ von UFA Fiction. Hauptrollen Kai Wiesinger und Anja Kling als Ehepaar Wulff, 2013